# Artocarpus ovatus
Artocarpus ovatus là một loài thực vật có hoa trong họ Moraceae. Loài này được Blanco mô tả khoa học đầu tiên năm 1837.

## Hình ảnh

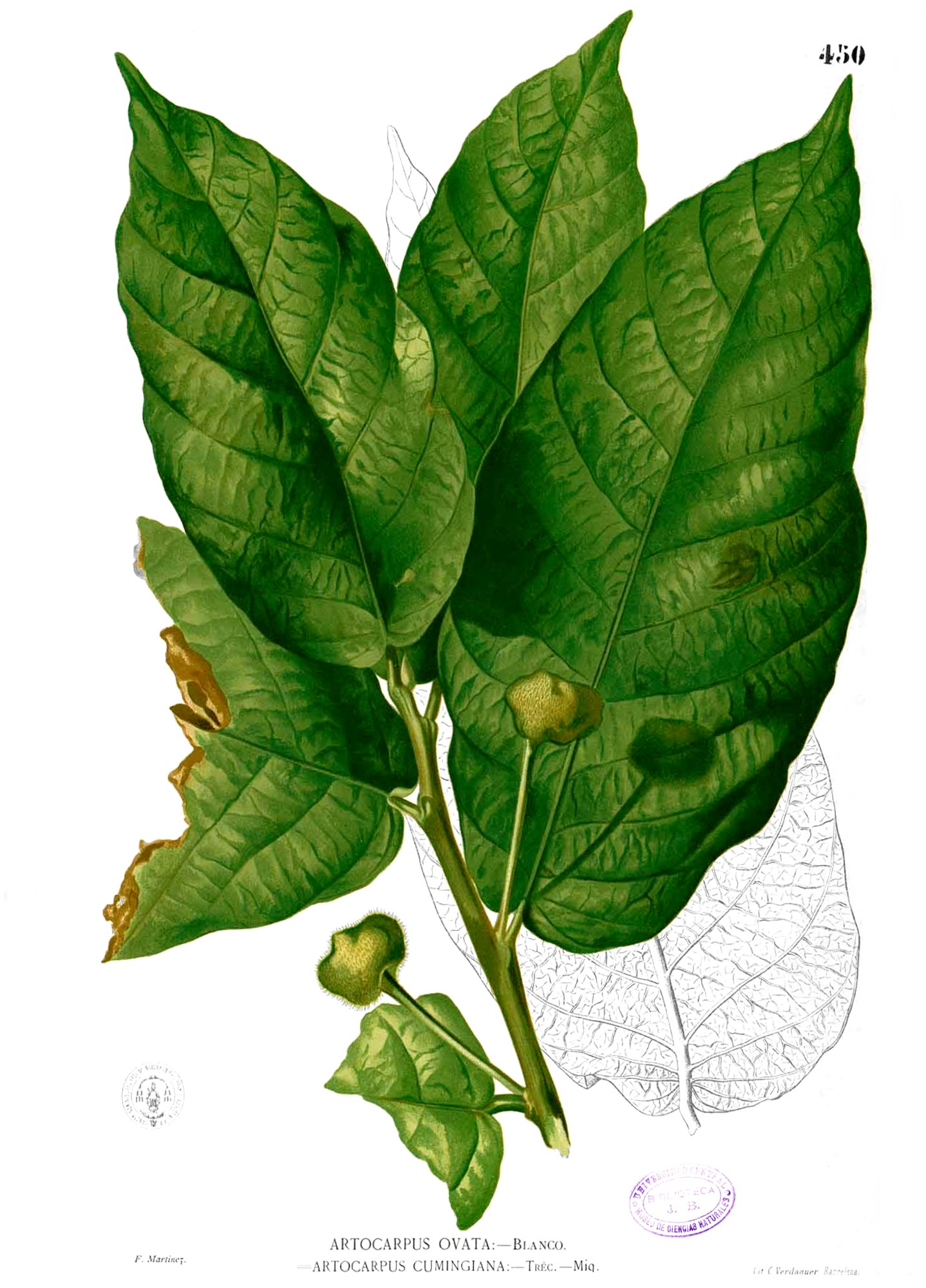
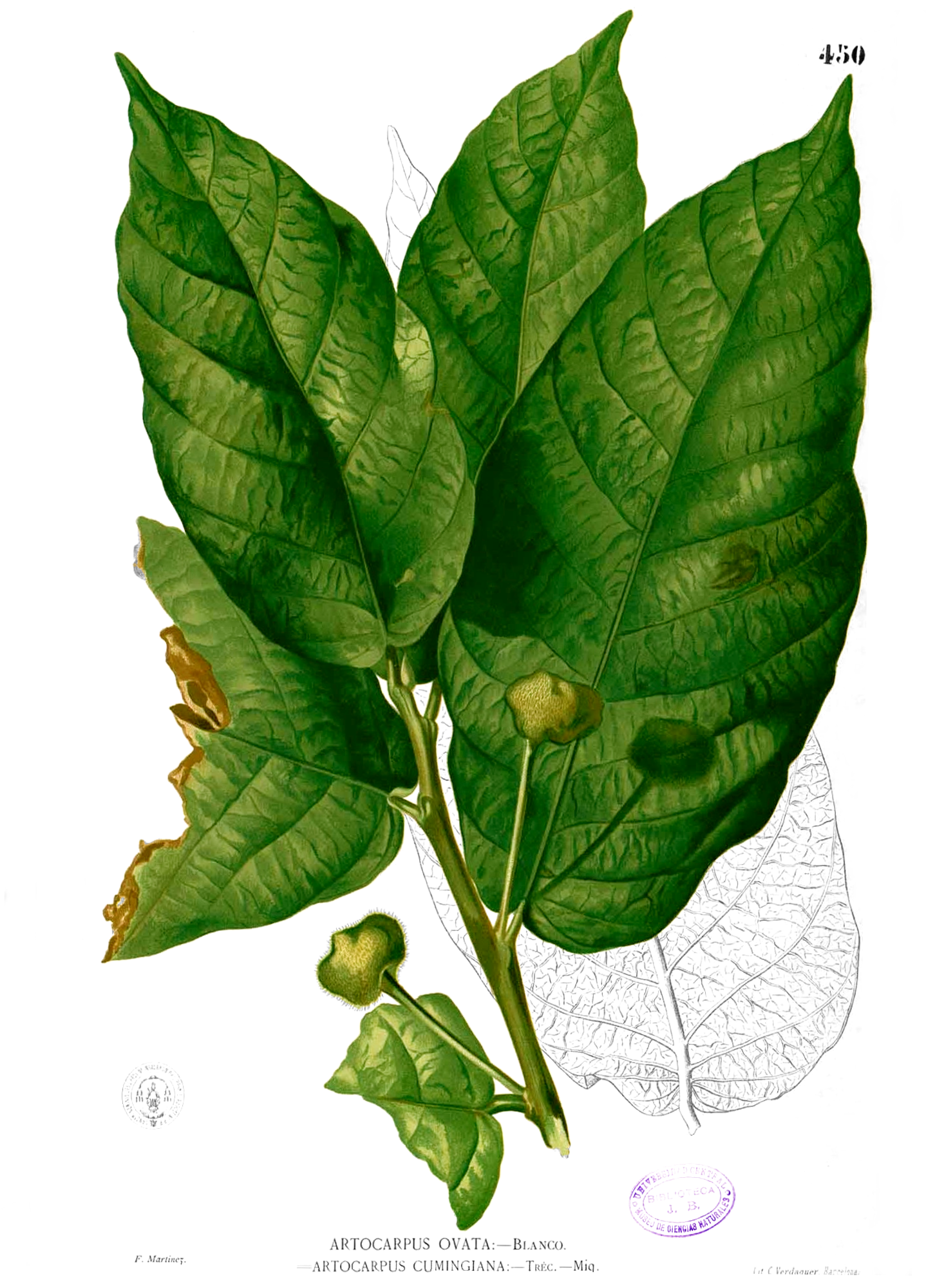